# Gypona compacta
Gypona compacta är en insektsart som beskrevs av Delong och Rauno E. Linnavuori 1977. Gypona compacta ingår i släktet Gypona och familjen dvärgstritar. Inga underarter finns listade i Catalogue of Life.